# Karl Kuk
Karl Kuk (* 1. Dezember 1853 in Triest; † 26. November 1935 in Wien) war ein österreichischer General und im Ersten Weltkrieg Militärgouverneur des Generalgouvernements Lublin.

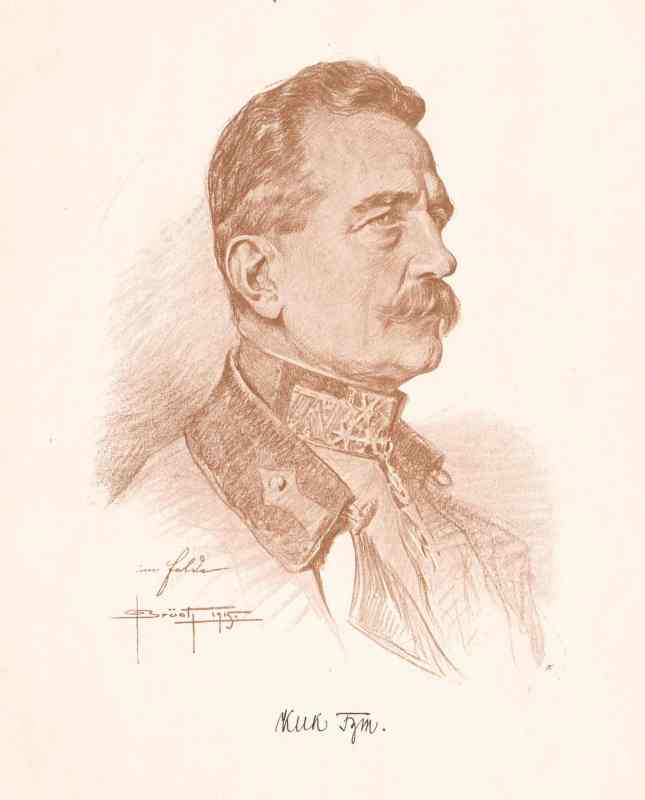
Feldzeugmeister Karl Kuk (1915, Oskar Brüch)

## Leben
Kuk absolvierte 1872 bis 1876 die Genieabteilung der Militärakademie in Wien und bekleidete anschließend Offiziersränge in zahlreichen Genieabteilungen der Armee Österreich-Ungarns. 1878 war er am militärischen Straßen- und Brückenbau in Bosnien im Rahmen des Okkupationsfeldzugs beteiligt. Nachdem er die Festungen von Peterwardein und Komorn kommandiert hatte, wurde er 1912 bis 1916 Festungskommandant von Krakau. Diese wichtige Festung konnte er im November und Dezember 1914 gegen den russischen Angriff im Rahmen der Schlacht bei Krakau und Limanowa erfolgreich verteidigen. Dafür wurde er im Februar 1915 zum Feldzeugmeister ernannt.
Am 1. Mai 1916 wurde Kuk zum Militärgouverneur des Generalgouvernements Lublin, des österreichischen Besatzungsgebiets des eroberten Russisch-Polens ernannt. Er errichtete von Lublin aus eine Militärverwaltung für das Gebiet und proklamierte mit seinem preußischen Konterpart Hans von Beseler, im Auftrag der Monarchen Deutschlands und Österreichs, das Regentschaftskönigreich Polen. Auch an der Einsetzung des provisorischen polnischen Staatsrats war er beteiligt.
Am 23. April 1917 wurde er von seinem Posten enthoben, weil es nicht gelungen war im Besatzungsgebiet eine nennenswerte Anzahl von polnischen Soldaten für die Mittelmächte zu rekrutieren. Zudem hatte der Polenclub im Wiener Reichsrat einen Militärgouverneur polnischer Nationalität gefordert. Außerdem gab es dauernde Spannungen mit dem deutschen Militärgouvernement.
Nach dem Krieg pensioniert, verfasste er militärwissenschaftliche Publikationen, war Präsident des österreichischen Militär-Witwen- und Waisenfonds sowie Ehrenpräsident des Prinz-Eugen-Verbandes technischer Militärakademiker. Kuk ist in einem Ehrengrab auf dem Hietzinger Friedhof (Gruppe 49, Nummer 233) bestattet.